# 1972 no Brasil
Esta é uma cronologia dos fatos acontecimentos de ano 1972 no Brasil.

## Incumbente
- Presidente do Brasil -  Emílio Garrastazu Médici (30 de outubro de 1969 - 15 de março de 1974)

## Eventos
- 19 de fevereiro: A inauguração da Festa da Uva pelo presidente Emílio Garrastazu Médici, em Caxias do Sul, Rio Grande do Sul, é transmitida pela televisão em cores pela primeira vez em todo o Brasil.[1]
- 24 de fevereiro: Um incêndio no Edifício da Pirani, atualmente mais conhecido como Edifício Andraus, deixa 16 mortos e 330 feridos na cidade de São Paulo, sendo uma das maiores tragédias da história da cidade.[2]
- 12 de abril: Inicia a Guerrilha do Araguaia, no sul do Pará.
- 29 de junho: O Congresso Nacional do Brasil aprova o projeto da criação da Telecomunicações Brasileiras S/A (Telebras).[3]
- 24 de julho: O primeiro computador brasileiro construído por uma equipe da Escola Politécnica da Universidade de São Paulo e o primeiro da América do Sul, é inaugurado pelo governador de São Paulo Laudo Natel e o reitor Miguel Reale.[4]
- 10 de setembro: Emerson Fittipaldi conquista o primeiro título de campeão mundial de Fórmula 1 após vencer o Grande Prêmio da Itália.[5]
- 27 de setembro: Presidente Emílio Garrastazu Médici inaugura o primeiro trecho da Rodovia Transamazônica.[6]

## Nascimentos
- 1 de janeiro: Gabriela Alves, atriz.
- 2 de janeiro: Rita Guedes, atriz. Sérgio Baresi, treinador e ex-futebolista.
- 6 de janeiro: Marcelo Médici, ator.
- 19 de janeiro:
  - Cynthia Falabella, atriz.
  - Daniel Diau, cantor.
- 8 de abril: Clécio Luís, político.
- 19 de abril
  - Rivaldo, futebolista.
  - Uéslei, futebolista.
- 27 de maio: Ivete Sangalo, cantora.
- 27 de agosto: José Eilton, político.
- 22 de novembro: Eliana, apresentadora, empresária e cantora.
- 30 de dezembro: Selton Mello, ator.